# Clemons Spur
Clemons Spur (in lingua inglese: Sperone Clemons) è uno sperone roccioso antartico, situato a sud del Forlidas Ridge, nel Dufek Massif dei Monti Pensacola, in Antartide. 
La denominazione è stata assegnata dall'Advisory Committee on Antarctic Names (US-ACAN) su proposta di Arthur B. Ford, capogruppo dell'United States Geological Survey (USGS), in onore di Samuel D. Clemons, steward dello Squadron VX-6 dell'U.S. Navy nei Monti Pensacola nel 1965-66.